# Großraumbus

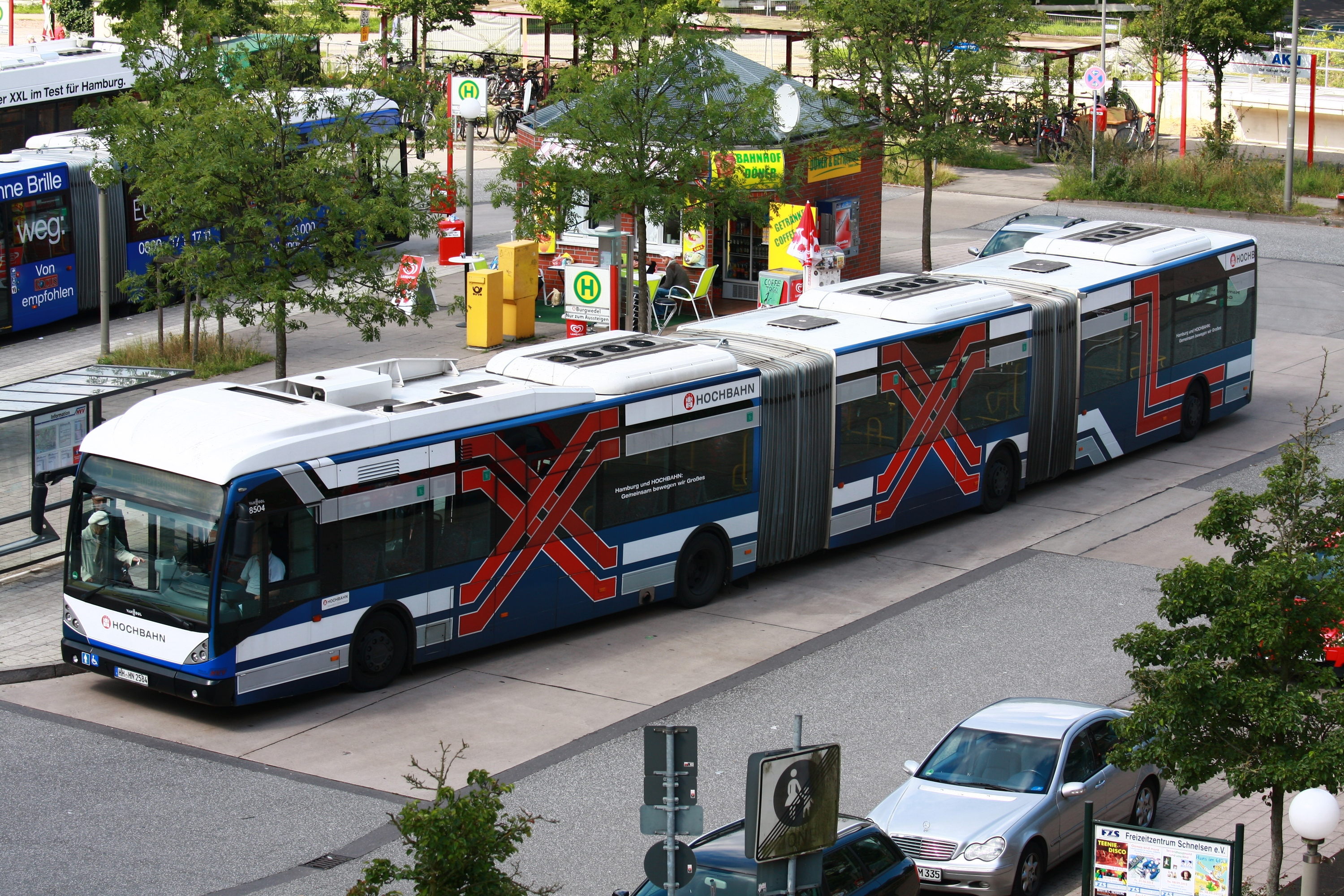
Doppelgelenkbus Van Hool AGG 300

Großraumbusse sind Kraftomnibusse, die eine Länge von 18,75 m überschreiten und dementsprechend eine Ausnahmegenehmigung nach § 70 StVZO und § 29 StVO benötigen, um am Straßenverkehr teilnehmen zu dürfen.

## Definition
In der Fachwelt wird der Begriff „Großraumbus“ häufig als Sammelbegriff für Busse außerhalb des Rahmens der Straßenverkehrs-Zulassungs-Ordnung (StVZO) verwendet. Welche Ausnahmen im Einzelnen für Fahrzeuge genehmigt werden müssen, bleibt meist jedoch unklar. Alle Großraumbusse sind selbstverständlich (Kraft-)Omnibusse, die nach FGSV und StVZO als Kraftfahrzeuge mit Platz für mehr als 8 Personen plus Fahrer (nach der StVZO wird dies mit der Sitzplatzanzahl definiert) definiert sind. Die StVZO regelt darüber hinaus auch die zulässigen Längen für verschiedene Ausführungen von Kraftomnibussen. Die Ausführungen mit ihren zulässigen Längen sind:
- Zweiachsige Kraftomnibusse mit einer zulässigen Länge von 13,50 m,
- Kraftomnibusse mit drei oder mehr Achsen und einer zulässigen Länge von 15,00 m,
- Kraftomnibusse mit einem Gelenk und nicht eigenständigem Anhänger mit einer zulässigen Länge von 18,75 m[6] und
- Kraftomnibusse mit einem Gelenk und eigenständigem Anhänger mit einer zulässigen Länge von 18,75 m.[7]

Für eine Definition kann also, in Übereinstimmung mit der eingangs verwiesenen Fachliteratur, festgelegt werden, dass Großraumbusse Kraftomnibusse sind, die eine Länge von 18,75 m überschreiten. Eine Definition, die zusätzlich auf die Vierachsigkeit abspielt, wie einzeln statuiert, ist mit Blick auf die fehlende Begrenzung in der StVZO und der Existenz von vierachsigen Bussen innerhalb des StVZO-Rahmens (beispielsweise Neoplan Megaliner) nicht zielführend. Ein weiteres Kriterium ist das zulässige Gesamtgewicht. Auch hier werden in der Praxis Ausnahmen für Großraumbusse genehmigt, allerdings ist dies bei Großraumbussen nicht zwangsläufig gegeben. Grundsätzlich ist beim Begriff „Großraumbus“ noch festzustellen, dass sich der „Großraum“ nur in Bezug auf die Länge definiert und nicht etwa auf die Größe der Nutzfläche oder der Sitzplatzanzahl. Die bereits angedeutete Praxis, anhand der § 70 StVZO und § 29 StVO Ausnahmen zu genehmigen, führte bislang zu Bustypen mit einer Länge von bis zu 25 m und 35 t Gesamtgewicht. Eine gesetzliche Obergrenze wie für Lang-Lkw gegeben existiert für Kraftomnibusse nicht.

## Typen und Eigenschaften
Aus den Möglichkeiten heraus, sowohl in Bezug auf die Länge als auch das Gesamtgewicht Ausnahmeregelungen zu erwirken, haben sich verschiedene Gruppen von Großraumbussen gebildet.

### Buszüge

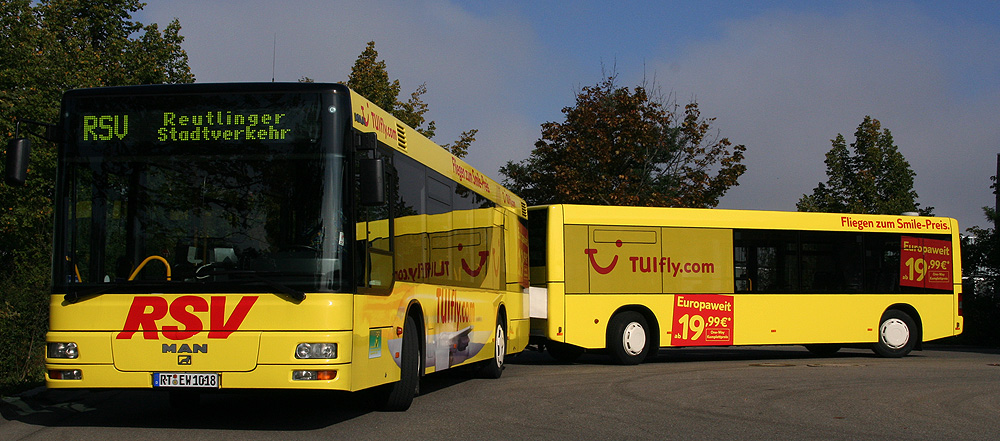
MAN/Göppel Maxibuszug mit 23 m Länge

Zum einen sind das Buszüge, also Busse mit einem für den Personenverkehr zugelassenen Busanhänger. Diese sind eigentlich seit 1960 gemäß §32a StVZO verboten, werden aber seit 2003 wieder mit Ausnahmegenehmigungen zugelassen und sind seitdem in steigender Anzahl, hauptsächlich im ländlichen ÖPNV, zu finden. Charakteristisch ist die Möglichkeit des An- und Abkoppelns des Anhängers und damit der Variation der Kapazität über den Tag, was vor allem ökonomische Vorteile birgt. Ebenso grenzt sich der Buszug von den im Weiteren vorgestellten Kategorien von Großraumbussen durch seine Wendigkeit ab. Ein Buszug kann üblicherweise einen Wendekreis einhalten, der dem des Zugfahrzeugs entspricht. Untergruppierungen von Buszügen richten sich vor allem nach der Größe des Zugfahrzeugs. So gibt es Mini-, Midi- und Maxibuszüge. Letztere weisen ein 12-m-Zugfahrzeug auf. Damit reichen die Gesamtlängen von 12,6 m bis zu über 23 m. In Bezug auf die Definition von Großraumbussen sind Minibuszüge allerdings nicht als solche anzusehen.

### Doppelgelenkbusse

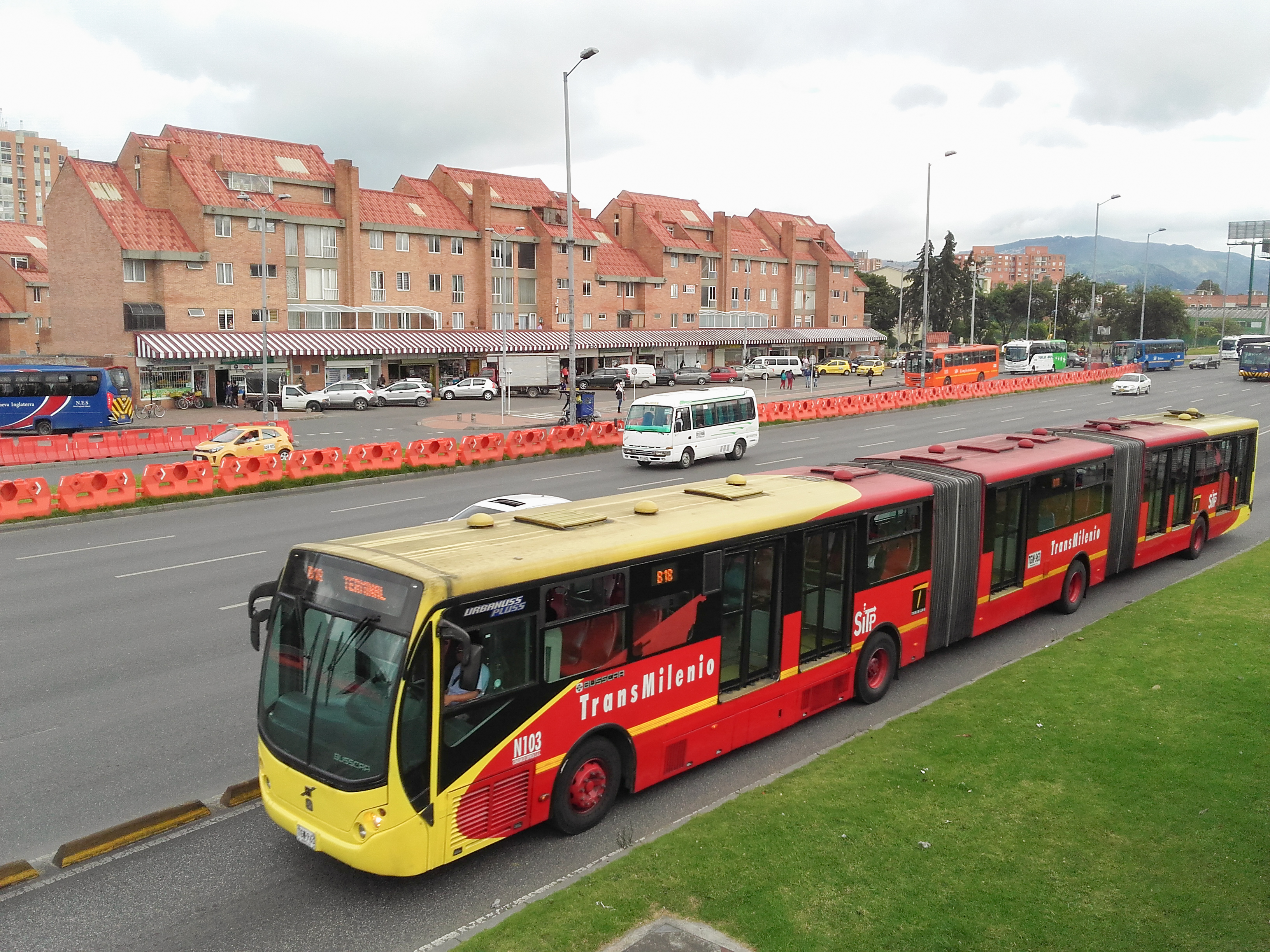
Doppelgelenkbus mit 27 m Länge

Die zweite ebenfalls bereits ältere Gruppierung von Großraumbussen stellen die Doppelgelenkbusse dar. Seit 1981 der erste Doppelgelenkbus vorgestellt wurde, sind einige unterschiedliche Modelle in Bezug auf Antrieb, Lenkung und Fahrgastraum auf den Markt oder zumindest zur Erprobung gekommen. So existieren Hochflur- wie Niederflurbusse, Busse mit Vorder- und Hinterwagenantrieben genauso wie nur an der ersten Achse gelenkte Fahrzeuge und solche, die bis zu drei gelenkte Achsen aufweisen. In Deutschland wurden bisher nur Doppelgelenkbusse bis maximal 25 m Länge eingesetzt, weltweit waren in jüngerer Vergangenheit Busse von 24 bis zu 27 m Länge im Betrieb. Damit bilden die Doppelgelenkbusse einen anderen Längenbereich ab als Buszüge. Dabei ist allerdings zu beachten, dass die Sitzplatzkapazitäten oftmals keine großen Unterschiede aufweisen, die Gesamtkapazität jedoch aufgrund der wesentlich höheren Stehplatzkapazitäten deutlich über die der Buszüge hinausgeht. Ein weiterer großer Unterschied besteht im Wendekreis: Bei Doppelgelenkbussen sind Wendekreise von ca. 24 m üblich und können damit mitunter mehrere Meter größer sein als die der Buszüge. Trotz der beachtlichen Wendekreise werden jedoch von in Deutschland eingesetzten Bussen die in der StVZO geforderten Werte bei der Kurvenfahrt eingehalten, wie bei dem früher in Hamburg betriebenen AGG 300 von Van Hool.

### Überlange Gelenkbusse

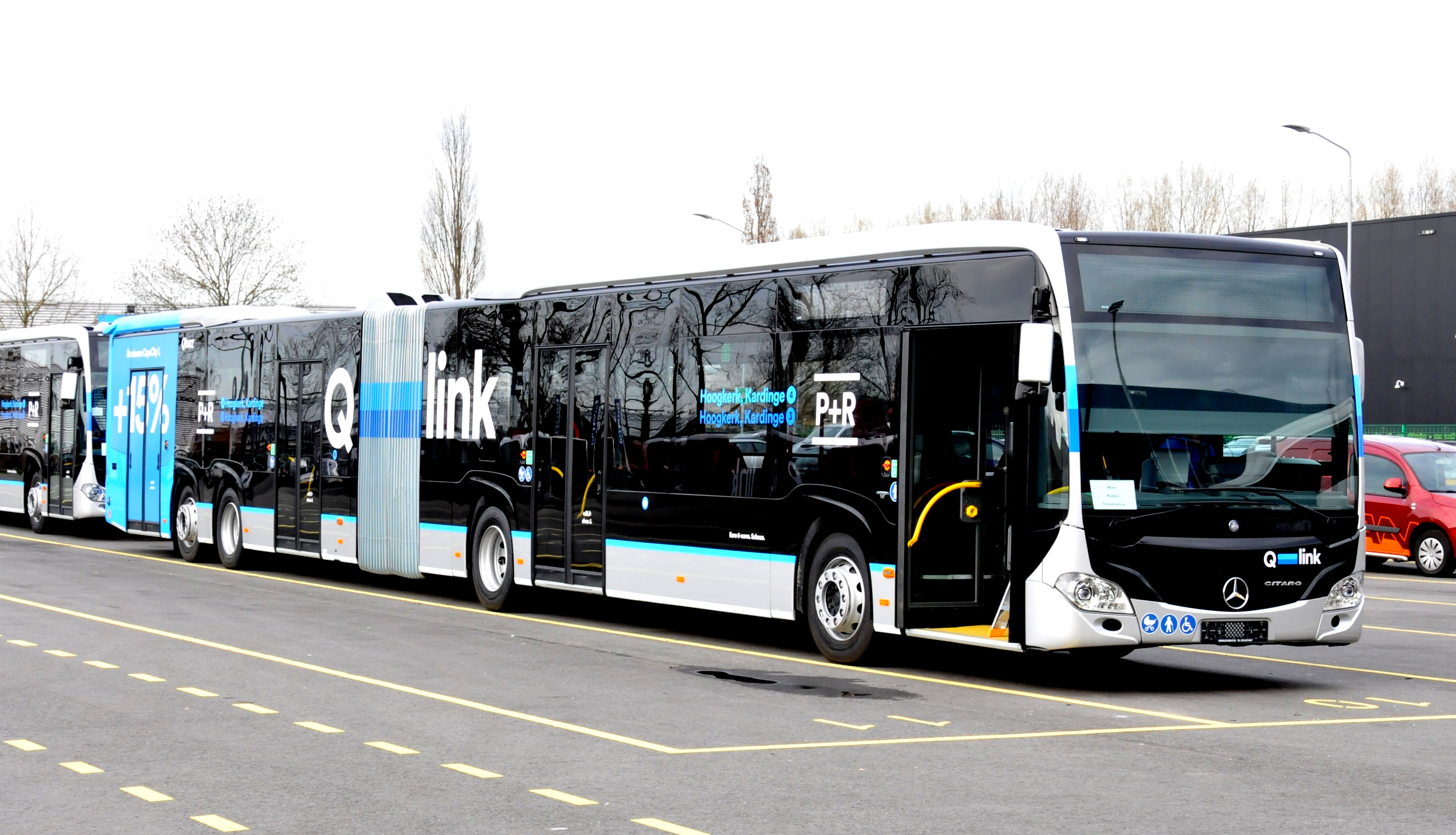
Mercedes-Benz CapaCity L mit 21 m Länge

Die dritte Kategorie von Großraumbussen bilden die vergleichsweise jungen überlangen Gelenkbusse. Diese haben nur ein Gelenk und weisen zur besseren Wendigkeit und Gewichtsverteilung eine Doppelachse am hinteren Wagenteil auf, wovon die hintere aktiv mitlenkt. Die zusätzliche Achse hilft auch, durch ein höheres zulässiges Gesamtgewicht mehr Fahrgäste zu befördern. Bisher sind Modelle mit Längen zwischen 19,5 und 21 m auf dem Markt, womit sie sich ungefähr im Bereich der Midibuszüge bewegen. Auch hier geht jedoch die Kapazität über die von vergleichbar langen Buszügen hinaus. Da es sich hier um eine neuere Entwicklung handelt – das erste Probefahrzeug wurde im Jahr 2005 vorgestellt –, ist eine Festlegung auf den genannten Längenbereich nicht zwangsläufig. Auch eine Veränderung der bisher im Bereich der Wenderadien von Doppelgelenkbussen liegenden Wendigkeit würde daraus vermutlich folgen. Eine Besonderheit stellen überlange Gelenkbusse beim Ausschwenkmaß dar. Bedingt durch die gelenkte Hinterachse werden bei starkem Lenkeinschlag Ausschwenkmaße des Hecks von 0,42 bis 1,49 m erreicht.

### Weitere Typen

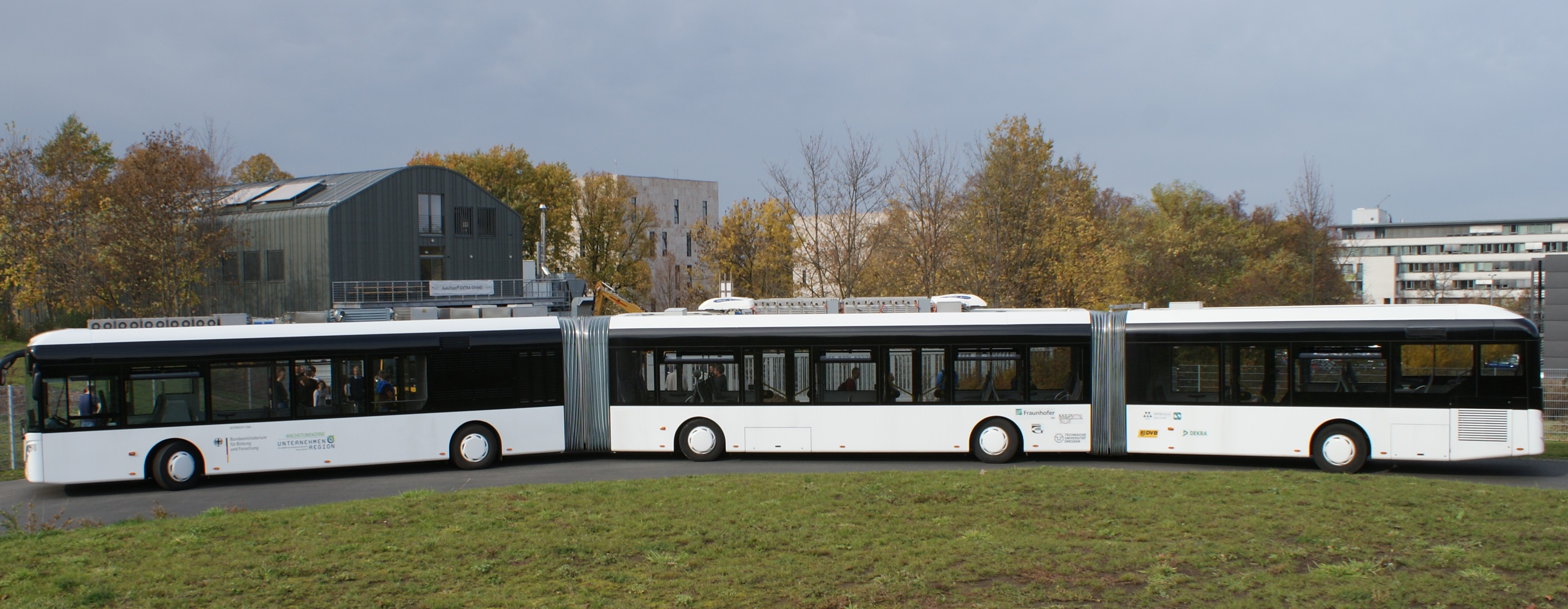
AutoTram Extra Grand mit 30,7 m Länge

Letztlich sind auch abseits des Fahrgastbetriebs Erfahrungen mit Großraumbussen gesammelt worden. Hier sind insbesondere Forschungsprojekte zu nennen, so beispielsweise der Versuchsträger AutoTram des Fraunhofer-Instituts für Verkehrs- und Infrastruktursysteme (Fraunhofer IVI). Eine Übertragung ist auf bereits marktreife Busmodelle allerdings kaum möglich. Wie bei einigen anderen Einzel- oder Kleinserienfahrzeugen lässt sich auch die AutoTram nicht in eine der bestehenden Gruppierungen von Großraumbussen einsortieren bzw. weist deutlich andere Fahreigenschaften auf. So ist die sogenannte „AutoTram Extra Grand“ mit 30,7 m wesentlich länger als marktreife Modelle.
Somit stellen die verschiedenen Gruppierungen unterschiedliche Ansprüche an die Streckenführung und Infrastruktur. Auch innerhalb der Kategorien gibt es oftmals größere Unterschiede als dies beispielsweise bei Gelenkbussen nach StVZO der Fall ist. Dennoch lassen sich gewisse Rahmen ziehen, in denen sich zumindest ein Großteil der Bustypen wiederfindet.

## Einsätze

### Deutschland
Angesichts der Zahl der Unternehmen, die Buszüge in ihren Fuhrpark aufgenommen haben – neben hauptsächlich ländlich geprägten Einsatzgebieten finden sich auch Buszüge in Städten wie Wolfsburg, Fürth und Osnabrück –, kann von einer ersten Etablierung des Buszuges in Deutschland gesprochen werden. Die Tatsache, dass sie mittlerweile in der Fachwelt kaum noch thematisiert werden, kann als gewisse Selbstverständlichkeit gewertet werden, mit der die Buszüge ihren Dienst verrichten.
Doppelgelenkbusse hingegen sind in Deutschland derzeit nicht mehr im Einsatz. Nach Tests des AGG 300 vom belgischen Hersteller Van Hool in Oberhausen folgte der Regelbetrieb in Aachen ab 2005 und in Hamburg ebenfalls ab 2005. Bis 2018 in Hamburg und 2019 in Aachen sind allerdings in beiden Städten die AGG 300 durch Mercedes-Benz CapaCity-Busse ersetzt worden. Die Doppelgelenkbusse wurden in ihrem 13- bzw. 14-jährigen Einsatz hauptsächlich linienrein eingesetzt. In Aachen waren das die Linien 5, 45 und 75, in Hamburg wurden die Busse planmäßig ausschließlich auf der MetroBuslinie 5 eingesetzt, die in weiten Teilen einen großzügigen Ausbaustandard aufweist, der sich aus der Zeit des Straßenbahnbetriebs gehalten hat. Weitere Fahrzeuge wie der von MAN entwickelte Doppelgelenkbus SGG kamen nicht über Versuchsfahrten hinaus. Hier war das wesentliche Hindernis die nicht erreichte Zulassung.
Mit weit mehr Exemplaren als vom AGG 300 haben es die Mercedes-Benz CapaCity in die Busflotten deutscher Nahverkehrsunternehmen geschafft. So hat neben Hamburg und Aachen auch die sächsische Landeshauptstadt Dresden inzwischen insgesamt 28 CapaCity L aus Lieferungen in 2016 und 2022 im Fuhrpark. Die Rostocker Straßenbahn AG (RSAG) hat zu 2020 ebenfalls fünf CapaCity mit einer Länge von 19,7 m beschafft. Eingesetzt werden die Busse, Stand 2020, vor allem auf den Linien 31, 36 und X41, mit besonders hoher Nachfrage. Die genannte Strategie, auf eine steigende Nachfrage mit größeren Fahrzeugen zu reagieren, wird auch in anderen Städten und Regionen verfolgt, aber auch außerhalb größerer Städte sind die überlangen Gelenkbusse im Einsatz. So fährt seit 2017 ein CapaCity L auf nachfragestarken Linien in Potsdam-Mittelmark. Bereits die erste Generation von CapaCity-Bussen bestellten die Stuttgarter Straßenbahnen. Der Problematik des Ausbaus der Haltestellen auf 20 m Länge wurde in Stuttgart damit begegnet, dass die CapaCitys mit nur drei Türen bestellt wurden, womit die Türpositionen sich nicht wesentlich von denen der 18 m langen Gelenkbusse unterscheiden. Zudem verfügten die so konfigurierten Busse über mehr Sitzplätze. In Hamburg hat man auf solche Kniffe bewusst verzichtet. Hier standen der schnelle Fahrgastwechsel und die Gesamtkapazität durch den höheren Stehplatzanteil im Vordergrund. Die Hamburger Hochbahn (HHA) setzt die CapaCity in der Ausführung mit fünf Türen bereits seit 2015 im Fahrgastbetrieb ein.

### Europa
CapaCity-Busse werden auch außerhalb Deutschlands rege nachgefragt. In vielen europäischen Städten verkehren inzwischen die 19,7 oder 21 m langen Busse. Eingesetzt werden CapaCitys unter anderem im österreichischen Wien und dem Vorarlberger Unterland, wo die Busse auf einer Vielzahl von Linien eingesetzt werden. In anderen Städten wurden mithilfe der CapaCitys sogar BRT-Linien aufgebaut. Istanbul betreibt auf der inzwischen 29 km langen Strecke 250 der vierachsigen Gelenkbusse. Der Einsatz der Busse hat hier vor allem ökonomische Vorteile erbracht. Ein kleineres System wurde im spanischen Granada aufgebaut. Seit 2014 verkehren 14 Busse auf der stark frequentierten „Gran Via de Colon“ und halfen so, die Zahl der Busse zu reduzieren. Wenn, wie in beiden Städten, in einem BRT-Konzept Infrastruktur und Fahrzeuge aufeinander abgestimmt werden, können die Besonderheiten des Bustyps viel besser berücksichtigt werden, so dass die Vorteile der Großraumbusse in Sachen Kapazität und Effizienz voll ausgespielt werden können.
Doppelgelenkbusse sind im europäischen Ausland, im Gegensatz zu Deutschland, nach wie vor anzutreffen. Mittlerweile werden in Ländern wie der Schweiz oder Frankreich allerdings fast ausschließlich Trolleybusse mit zwei Gelenken eingesetzt. Unter anderem setzen die Schweizer Städte Bern, Genf, Lausanne, Luzern, St. Gallen und Zürich die lighTrams der Firma HESS ein. Während in der Schweiz auch wegen des weitverbreiteten Trolleybus-Betriebs keine CapaCitys im Einsatz sind, ist mit dem MAN GXL in der Schweizer Stadt St. Gallen ein ähnlicher Bustyp im Einsatz. Zum Start der Produktion in 2008 waren drei Busse des Typs in die Nordschweiz gegangen. Neben den Großraumbussen von MAN sind auch weitere Modelle im Einsatz. So verfügen die Verkehrsbetriebe St. Gallen über Buszüge von MAN/Hess und 18 Doppelgelenk-Trolleybusse. Allgemein ist in Schweizer Städten und im Umland viel häufiger der Einsatz von Buszügen zu beobachten, da hier diese Art des Busverkehrs nie verboten war. Gleiches gilt für Österreich.
Auch in der französischen Stadt Nantes sind Großraumbusse im Einsatz. Die Linie 4 der Société d’Economie Mixte des Transports de l’Agglomération Nantaise (Semitan) ergänzt die drei vor der Einführung bestehenden Straßenbahnlinien. Der Linienverlauf auf dem überwiegenden Teil der Linie ist schnurgerade und verläuft auf einer ehemaligen Einfallstraße. Neben dem geradlinigen, kreuzungsarmen besonderen Fahrkörper liegt die Besonderheit der Linie in der Gestaltung der Haltestellen. Um einen barrierefreien Ein- und Ausstieg zu gewährleisten, ist nicht etwa die Wartefläche erhöht, sondern die Fahrbahn abgesenkt. So fährt der Bus bei der Anfahrt der Haltestelle in einer Senke, während die Fahrgäste ohne Stufen oder Rampen die großzügig gestalteten Warteflächen erreichen können. Nach 12 Jahren Betrieb wurde die erste Generation der speziell für diese Linie beschafften und mit einem straßenbahnartigen Design versehenen Gelenkbusse des Typs Mercedes-Benz Citaro durch Doppelgelenkbusse der Firma Hess ersetzt. Die neuen Busse des Modells „lighTram 25“ sind batteriebetrieben und vermitteln mit ihren 24,38 m Länge und ihrem Design wiederum Tramcharakter.
Teil von Göteborgs Netz aus sogenannten „Stombussen“ (zu Deutsch etwa „Stammbus“) ist die Linie 16, die im westlichen Teil vom Stadtzentrum aus unter anderem durch den Stadtteil Lindholmen nach Eriksberg verläuft. Bei der Restrukturierung des von Schiffswerften geprägten Gebiets um die Jahrtausendwende wurde eine eigene Bustrasse realisiert. Die zunächst mit gewöhnlichen Gelenkbussen verkehrende Linie 16 konnte auch mit Taktverdichtungen die Nachfrage bald nicht mehr bewältigen. In den Jahren 2005 und 2007 wurden daher insgesamt elf Doppelgelenkbusse des Modells „7500“ von Volvo beschafft. Dennoch mussten die Großraumbusse in den Spitzenzeiten von Verstärkerfahrten unterstützt werden. Wie auch in Nantes wurden die Busse nach zwölf Jahren ersetzt. Die Västtrafik beschaffte dafür 23 CapaCity-Busse von Mercedes-Benz. Damit ging das Verkehrsunternehmen in Göteborg den gleichen Weg wie zuvor Hamburg und Aachen.

## Bedeutung für die Verkehrswende

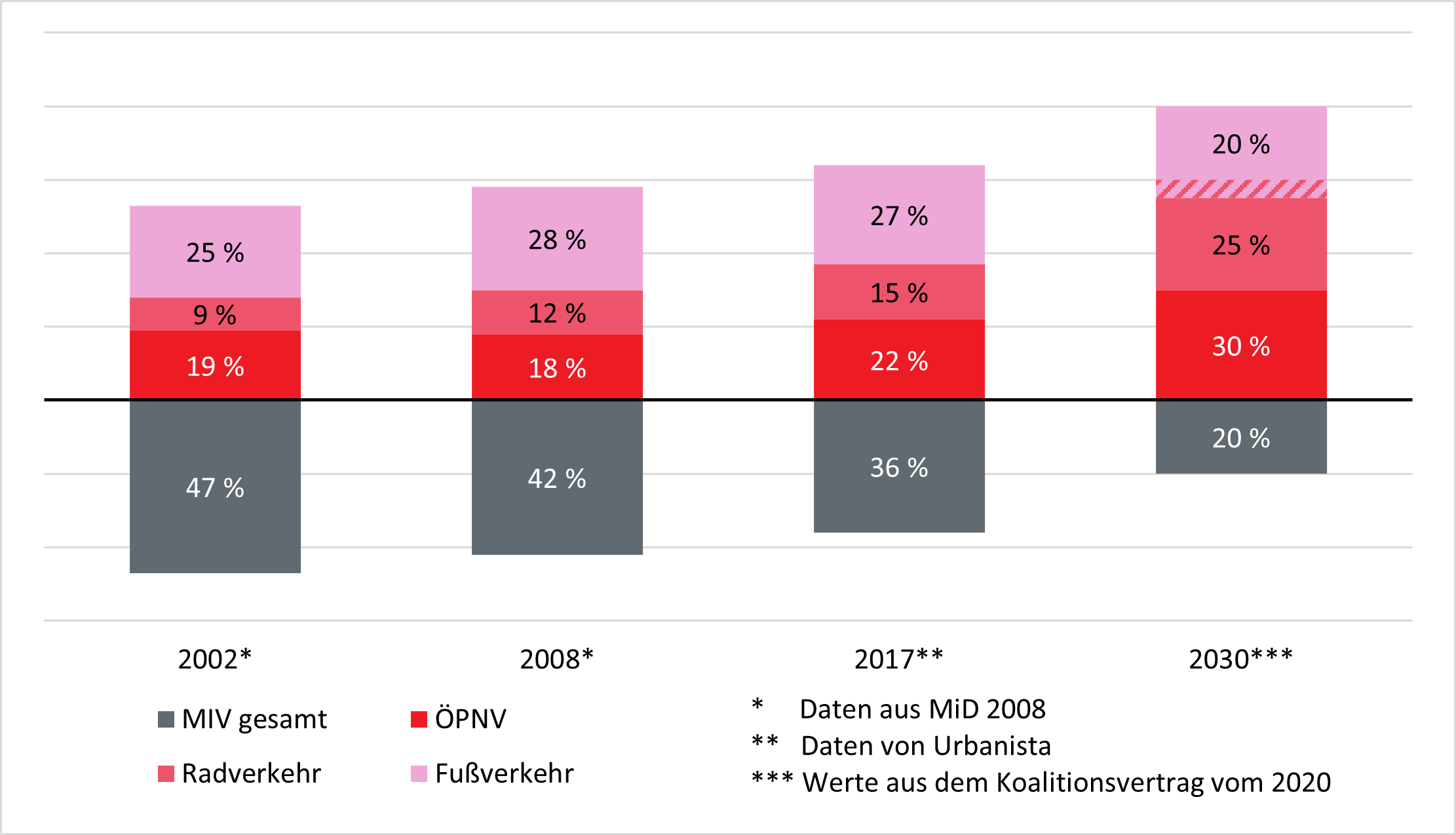

Ein zentrales Ziel der Verkehrswende ist es, den Modal Split des ÖPNV deutlich zu erhöhen. Dafür sind Fahrgastzuwächse von ca. 50 Prozent nicht unüblich. Die Abbildung gibt exemplarisch für Hamburg die Entwicklungen über die Jahre von 2002 bis 2017 wieder und setzt sie ins Verhältnis zu den Zielwerten des Modal Split im Jahr 2030, der sich anhand der Angaben aus dem 2020 geschlossenen Koalitionsvertrag ergibt. Während sich der Modal Split des ÖPNV in einem Zeitraum von 15 Jahren um drei Prozent erhöht hat, soll nun in einem annähernd so langen Zeitraum der Anteil um acht Prozent wachsen. Damit steht die Stadt in einer Reihe mit vielen deutschen und europäischen Städten mit ambitionierten Zielen für die Entwicklung des ÖPNV und der Mobilität allgemein.
Um solche Zuwächse auffangen zu können, ist es nötig, die Kapazitäten im großen Stil zu vergrößern, unter anderem mit einer höheren Taktdichte und größeren Fahrzeugen. Durch die oft langjährigen und kostenintensiven Planungs- und Bauphasen für schienengebundene Ausbaupläne vergeht ein erheblicher Anteil des Planungshorizontes, bis Effekte im Sinne des Verkehrsentwicklungsplans eintreten. Darüber hinaus hat die Corona-Pandemie sowohl für sinkende Fahrgastzahlen und damit sinkende Einnahmen wie auch für zurückgegangene Investitionen gesorgt. Vor diesem Hintergrund scheinen schneller wirksame und kostengünstigere Investitionen in den Busverkehr sinnvoller denn je. Großraumbusse können gerade zu den Hauptverkehrszeiten sonst nicht zu erreichende Kapazitäten bereitstellen.

## Problematik in Verbindung mit der Straßeninfrastruktur
Beim Fahrgastbetrieb mit Großraumbussen auf Straßen bzw. Linien, die nicht gezielt dafür ausgebaut wurden, kann es zu Problemen kommen. Schon bei der ersten Generation der Mercedes-Benz CapaCity wurden durch die Stuttgarter Straßenbahnen verschiedene Problempunkte, vor allem im Bereich von Kreuzungen identifiziert. Es ist zu vermuten, dass andere Städte ähnliche Voraussetzungen bieten bzw. diese Erfahrungen bei der Prüfung der Einsatzfähigkeit von Großraumbussen gemacht haben. Hier wäre ein breiter geteiltes Wissen vorteilhaft.
Darüber hinaus haben Befahrungen zwei weitere wesentliche Erkenntnisse erbracht: Die Relativierung der Regelwerke in der Praxis und ein wiederkehrendes Muster von Problempunkten bei bestimmten Haltestellenformen. Ersteres ist am einfachsten an neu gebauten Straßenabschnitten zu beobachten. Einerseits wurden an Hauptverkehrsstraßen in der jüngeren Vergangenheit noch immer vorzugsweise Busbuchten geplant (beispielsweise in Hamburg), obwohl diese Haltestellenform in diversen Regelwerken durchaus kritisch betrachtet und eine Umsetzung nur bei verkehrlichen oder betrieblichen Ausnahmen empfohlen wird. Andererseits wurden Regelungen parallel angewendet, die in der Praxis zu Problemen führen. So ist eine Dimensionierung von Parkstreifen in Längsaufstellung mit 2,00 m Regelmaß nach den Richtlinien für die Anlage von Stadtstraßen (RASt) unter Berücksichtigung der häufig breiteren Fahrzeuge, im Straßenraum noch akzeptabel, aber in der Anfahrt zur Haltestelle problematisch, wie auch die Hinweise für barrierefreie Verkehrsanlagen (H BVA) nahelegen. Ein entsprechender Zusammenhang wird aber von Planenden selten und innerhalb der Regelwerke gar nicht aufgetan.
Daneben sind die oben erwähnten erfassten Muster vielfältig. Hier sei allen voran auf die zu kurze Entwicklungslänge von Haltestellenbuchten und zu kurze Warteflächen an Buskaps verwiesen. Gehäuft treten auch Probleme an Haltestellenbuchten oder Haltestellen am Fahrbahnrand in Kombination mit Parken am Fahrbahnrand auf. Diese Probleme sind das Ergebnis eines Abwägungsergebnisses, beispielsweise zwischen Stadtgrün und Barrierefreiheitsbelangen, welcher zwar in den RASt proklamiert wird, aber im Ergebnis zu wenig Beachtung findet. So wird der Seitenraum von Bushaltestellen nur selten oder oberflächlich betrachtet.
Auch sind einige Problempunkte zwar in ausgewählten Regelwerken der Forschungsgesellschaft für Straßen- und Verkehrswesen (FGSV) benannt, wie zum Beispiel Haltestellen in Linkskurven in den Hinweisen für den Entwurf von Verknüpfungsanlagen des öffentlichen Personennahverkehrs (H VÖ) oder enge Kurvenkombination in den Empfehlungen für Anlagen des öffentlichen Personennahverkehrs (EAÖ), es fehlt aber mitunter die Herausstellung der Wichtigkeit solcher Problematiken. Wenn erst in einem Wissensdokument eine Unterscheidung zwischen Haltestellen in Links- und in Rechtskurven gemacht wird, obwohl dies einen großen Unterschied für die Möglichkeit des barrierefreien Haltens macht, kann hier nicht von einer ausreichenden Würdigung von Aspekten der Barrierefreiheit gesprochen werden. Andere Zusammenhänge tauchen in den Regelwerken schließlich gar nicht auf. Bei Problempunkten durch den ruhenden Verkehr werden bspw. in den RASt fast ausschließlich Busbuchten oder Haltestellen am Fahrbahnrand mit parkenden Fahrzeugen vor der Haltestelle thematisiert. Eine Beleuchtung der Problematik bei Buskaps fehlt in den überordneten Regelwerken. Zwar wird schon in den EAÖ festgestellt, dass die FGSV-Regelwerke nicht jede mögliche Umfeldsituation abdecken können, aber angesichts der Häufigkeit der Problematik ist hier nicht von einem Extremfall zu sprechen. Als Konsequenz ist im Sinne eines systematischen Lösungsprozess eine Anpassung der Regelwerke unumgänglich. Ansonsten ist zu befürchten, dass jede Stadt bzw. jeder Busbetrieb bei der Anschaffung von Großraumbussen die gleichen Erfahrungen machen muss, womit die Akzeptanz und der Stellenwert von Großraumbussen insgesamt abnimmt.